# Anoeme aethiopica
Anoeme aethiopica är en skalbaggsart som beskrevs av Karl Adlbauer 2006. Anoeme aethiopica ingår i släktet Anoeme och familjen långhorningar. Inga underarter finns listade i Catalogue of Life.